# 山吹陣屋
山吹陣屋（やまぶきじんや）は、信濃国伊那郡（長野県下伊那郡高森町山吹）にあった陣屋。交代寄合旗本（伊那衆）の座光寺氏が築いた。遺構は現存しない。

## 概要
陣屋は中世の山吹城址の一郭に位置し、徳川家康の命で上野国大竹から旧領の伊那郡に復帰し1400石の交代寄合旗本となった座光寺為時によって慶長6年（1601年）に築かれた。為治の代に300石を分知して旗本の別家を興している。幕末には家老の片桐春一ら平田派国学者が中心となり、国学四大人を祀る「本学霊社」を建立している。

## 座光寺氏
- 座光寺為時－為重－為真－為治－為勝－為攄－為忠－為礥－為寿－為将－為巳－為邕－為永

## 幕末の知行所
- 信濃国
  - 伊那郡

山吹村　477石0斗2合6升459・北駒場村　320石1斗0合5升011・北駒場村新田　178石2斗0合1升340・上平村　235石5斗4合0升466・竜口村　410石4斗3合3升197	